# Velký Beškovský kopec
Velký Beškovský kopec är ett berg i Tjeckien.   Det ligger i regionen Liberec, i den centrala delen av landet, 50 km norr om huvudstaden Prag. Toppen på Velký Beškovský kopec är 474 meter över havet.
Terrängen runt Velký Beškovský kopec är huvudsakligen platt.Runt Velký Beškovský kopec är det ganska glesbefolkat, med 43 invånare per kvadratkilometer. Närmaste större samhälle är Česká Lípa, 18,8 km norr om Velký Beškovský kopec. I omgivningarna runt Velký Beškovský kopec växer i huvudsak blandskog.